# Sidli
Sidli fou un estat tributari protegit d'Assam, que formava un dels anomenats duars o passos sota la muntanya cap a Bhutan, en el grup dels duars orientals (Eastern Dwars) amb una superfície de 935 km² i una població el 1881 de 23.657 habitants. Fou cedida als britànics al final de guerra de Bhutan de 1864-1865. El governant portava el títol de raja; el 1870 es va acordar un tribut de 1939 lliures però degut a la impossibilitat de pagar-lo el mateix sobirà va demanar l'administració per la Cort de Wards. El 1877 es va establir un nou sistema i es va dividir en cinc mauzes o cercles de poble, cadascun sota un mauzadar que recaptava la renda directament dels cultivadors que tenien concessions anuals, i el 20% de la recaptació era entregada al raja Gaurinarayan Deb.